# 足摺 (軽質油運搬艦)
足摺（あしずり）は、日本海軍の給油艦。軽質油運搬艦である足摺型給油艦の1番艦。艦名は高知県にある足摺岬による。

## 艦歴
仮称艦名「第219号艦」。1941年（昭和16年）度マル臨計画2次計画により三菱重工業長崎造船所で建造され、1943年（昭和18年）1月30日に竣工。横須賀鎮守府籍となり、同日連合艦隊付属となる。
足摺の竣工後の行動は断片的にしか判明していないが、まず4月10日に佐伯を出港して横浜に向かっている。6月15日には、特務艦「洲崎」、陸軍タンカー「黒潮丸」（中外海運、10,518トン）、タンカー「あまつ丸」（石原汽船、10,567トン）とともに船団を構成して佐世保を出港して南方へ向かう。時はヒ船団開設前夜、まず敷設艇「平島」の護衛で高雄に向かい、高雄では「あまつ丸」と別れ、また護衛艦が平島から駆逐艦「若竹」に代わり、Z船団を名乗って6月21日に高雄を出港。サンジャックを経由し、6月28日に昭南（シンガポール）に到着した。
9月22日には、サ12船団に加入して門司に向かう。船団は9月25日にアメリカ潜水艦「ボーフィン」に攻撃されて特設運送船（給油・応急タンカー）「霧島丸」（国際汽船、8,267トン）が沈没。「足摺」および中型タンカー「誠心丸」に対しても魚雷が発射されたが回避した。11月10日にはサ17船団に加入して昭南との間を往復。
1944年（昭和19年）に入り、1月6日に特務艦「塩屋」、特設運送船（給油）「興川丸」（川崎汽船、10,043トン）とともに臨時M船団を編成し、「第36号哨戒艇」の護衛を得て高雄を出港。マニラまではヒ29船団と同行し、1月9日にマニラに到着後分離してタラカン島経由、1月15日にバリクパパンに到着した。以後、バリクパパンとダバオ、サイパン島間の軽質油輸送などに従事。4月29日から5月1日にかけては、「第30号掃海艇」の護衛を得てタラカン島からバリクパパンへ航行。6月1日時点ではヤップ島に在った。
6月5日、「足摺」は「高崎」とともに海防艦「干珠」の護衛でスールー海を航行中、北緯06度32分 東経120度40分 / 北緯6.533度 東経120.667度のクラシアン島近海でアメリカ潜水艦「パファー」に発見された。「パファー」は魚雷を7本発射して全てが命中したと判断され、「足摺」と「高崎」はこの攻撃により沈没した。7月10日除籍。

## 歴代艦長
艤装員長
1. 栗林今朝吉 大佐：1942年7月10日[37] - 1943年1月30日[38]

特務艦長
1. 栗林今朝吉 大佐：1943年1月30日[38] - 1943年10月10日[39]
2. 佐々木喜代治 大佐：1943年10月10日[39] - 1944年6月15日[40]

## 同型艦
- 塩屋